# Мос (град)
Вижте пояснителната страница за други значения на Мос.
Мос (на норвежки: Moss) е град и едноименна община в Южна Норвегия. Разположен е на брега на Северно море във фиорда Ослофьор, фюлке Йостфол на около 60 km южно от столицата Осло.
При археологически разкопки тук са намерени експонати от 7 век пр.н.е.. Основан е през 1390 г. под името Мос.
Има жп гара и пристанище. Индустриален и търговски център, производство на хартия. Население от 29 378 жители според данни от преброяването към 1 юли 2008 г.

## Спорт
Представителният футболен отбор на града носи името ФК Мос. Играл е в най-горните две нива на норвежкия футбол.

## Личности
Починали
- Кнут Еген (1960 – 2012), норвежки футболист и футболен треньор
- Юн Мишлет (1944 – 2018}, норвежки журналист, политик и писател

## Побратимени градове
- Карлстад, Швеция